# Steveniella
Steveniella is een monotypisch geslacht van terrestrische orchideeën. 

## Naamgeving en etymologie
- Synoniem: Stevenorchis Wankow & Kraenzl. (1931)

Steveniella is vernoemd naar de Zwitserse botanicus Christian von Steven (1781–1863).

## Kenmerken
Steveniella satyrioidesis een terrestrische, overblijvende plant (geofyt), die overwinteren met twee opvallend kleine, eivormige wortelknollen.
De bloeiwijze is dicht, met enkele tientallen kleine bloemen in een langgerekte aar. De kelk- en bovenste kroonbladen zijn gefuseerd tot een helm. De lip is glad, en draagt een kort, tweelobbig spoor.
Steveniella lijkt sterk op de wantsenorchis (Anacamptis coriophora), doch de wortelknollen zijn veel kleiner.

## Habitat
Kalkrijke tot neutrale, vochtige of droge bodems op zonnige plaatsen zoals kalkgraslanden, lichte naald- en loofbossen, hazelaar-boomgaarden en bergmoerassen, tot 2000 m hoogte.

## Voorkomen
Steveniella komt voor in de middelgebergtes rond de Zwarte Zee en de Bosporus, noordelijk tot aan de Krim, en in Iran oostelijk tot aan de Kaspische Zee.

## Taxonomie en fylogenie
DNA-onderzoek door Bateman et al. toont aan dat het geslacht al zeer oud is, en nauw verwant aan Himantoglossum, dat op zijn beurt dicht staat bij Ophrys.

### Soorten
- Steveniella satyrioides (Spreng.) Schltr. (1918)